# العلاقات الآيسلندية التركية
العلاقات الآيسلندية التركية هي العلاقات الثنائية التي تجمع بين آيسلندا وتركيا.

## مقارنة بين البلدين
هذه مقارنة عامة ومرجعية للدولتين:
| وجه المقارنة                                              | آيسلندا          | تركيا         |
| --------------------------------------------------------- | ---------------- | ------------- |
| المساحة (كم2)                                             | 103.00 ألف       | 783.56 ألف    |
| عدد السكان (نسمة)                                         | 317.35 ألف       | 80.14 مليون   |
| الكثافة السكانية (ن./كم²)                                 | 3.08             | 102.28        |
| العاصمة                                                   | ريكيافيك         | أنقرة         |
| اللغة الرسمية                                             | اللغة الآيسلندية | اللغة التركية |
| العملة                                                    | كرونة آيسلندية   | ليرة تركية    |
| الناتج المحلي الإجمالي (بليون دولار)                      | 23.91 مليار      | 851.10 مليار  |
| الناتج المحلي الإجمالي (تعادل القوة الشرائية) بليون دولار | 15.79 مليار      | 1.57 تريليون  |
| الناتج المحلي الإجمالي الاسمي للفرد دولار أمريكي          | 50.17 ألف        | 9.12 ألف      |
| الناتج المحلي الإجمالي للفرد دولار أمريكي                 | 46.55 ألف        | 19.79 ألف     |
| مؤشر التنمية البشرية                                      | 0.899            | 0.761         |
| رمز المكالمات الدولي                                      | +354             | +90           |
| رمز الإنترنت                                              | .is              | .tr           |
| المنطقة الزمنية                                           | 00، أوروبا/لندن ‏ | ت ع م+03:00   |

## مدن متوأمة
في ما يلي قائمة باتفاقيات التوأمة بين مدن آيسلندية وتركية:
- ترتبط أكوريري مع تشيشمي باتفاقية توأمة منذ 14 أكتوبر 1994.[17]
- ترتبط Kirkjubæjarklaustur [الإنجليزية]‏ مع تشيشمي باتفاقية توأمة.

## منظمات دولية مشتركة
يشترك البلدان في عضوية مجموعة من المنظمات الدولية، منها:
| علم المنظمة | اسم المنظمة                               | تاريخ انضمام آيسلندا | تاريخ انضمام تركيا |
| ----------- | ----------------------------------------- | -------------------- | ------------------ |
|             | وكالة ضمان الاستثمار متعدد الأطراف        | 25 سبتمبر 1998       | 3 يونيو 1988       |
|             | منظمة التعاون الاقتصادي والتنمية          | ?                    | ?                  |
|             | الأمم المتحدة                             | 19 نوفمبر 1946       | 24 أكتوبر 1945     |
|             | الفريق المعني برصد الأرض                  | ?                    | ?                  |
|             | منظمة حظر الأسلحة الكيميائية              | ?                    | ?                  |
|             | منظمة التجارة العالمية                    | ?                    | 26 مارس 1995       |
|             | منظمة الشرطة الجنائية الدولية             | ?                    | ?                  |
|             | منظمة الأمن والتعاون في أوروبا            | 25 يونيو 1973        | 25 يونيو 1973      |
|             | مؤسسة التنمية الدولية                     | 19 مايو 1961         | 22 ديسمبر 1960     |
|             | حلف شمال الأطلسي                          | 4 أبريل 1949         | 18 فبراير 1952     |
|             | نظام تحكم تكنولوجيا القذائف               | 1993                 | 1997               |
|             | يونسكو                                    | 8 يونيو 1964         | 4 نوفمبر 1946      |
|             | مجلس أوروبا                               | ?                    | 9 أغسطس 1949       |
|             | اتحاد المدفوعات الأوروبي ‏                 | ?                    | ?                  |
|             | الاتحاد البريدي العالمي                   | ?                    | ?                  |
|             | البنك الدولي للإنشاء والتعمير             | 27 ديسمبر 1945       | 11 مارس 1947       |
|             | اتفاقية السماوات المفتوحة                 | ?                    | ?                  |
|             | المنظمة الهيدروغرافية الدولية             | ?                    | ?                  |
|             | الاتحاد الدولي للاتصالات                  | 1 أكتوبر 1906        | 1866               |
|             | مؤسسة التمويل الدولية                     | 20 يوليو 1956        | 19 ديسمبر 1956     |
|             | المركز الدولي لتسوية المنازعات الاستشارية | 14 أكتوبر 1966       | 2 أبريل 1989       |
|             | مجموعة أستراليا                           | 1993                 | 2000               |
|             | مجموعة الموردين النوويين                  | ?                    | ?                  |

## وصلات خارجية
- موقع وزارة الخارجية الآيسلندية
- موقع وزارة الخارجية التركية